# Планідера світлочерева
Планіде́ра світлочерева (Rhytipterna immunda) — вид горобцеподібних птахів родини тиранових (Tyrannidae). Мешкає в Південній Америці.

## Опис
Довжина птаха становить 18-19 см, вага 28 г. Голова і верхня частина тіла тьмяні, сірувато-оливково-коричневі, тім'я і крила дещо тьмяніші. На крилах сві світло-сірі смуги. Края крил у самців рудуваті, у самиць білі. Надхвістя і хвіст коричнюваті. Нижня частина тіла сіра, живіт має жовтуватий відтінок, боки рудуваті.

## Поширення і екологія
Світлочереві планідери мешкають на крайньому сході Колумбії, на південному заході Венесуели, в бразильській Амазонії (від верхньої течії Ріу-Неґру на схід до Манауса, на південь до Рондонії і Мату-Гросу, на схід до Токантінса), а також на крайньому північному сході Болівії, на півдні Гаяни, на півночі Французької Гвіани, Суринаму і бразильського штату Амапа. Вони живуть в саванах і сухих чагарникових заростях. Зустрічаються на висоті до 300 м над рівнем моря. Живляться комахами, а також плодами.